# Rodney Carrington
Rodney Carrington, född 19 oktober 1968 i Longview, Texas, är en amerikansk ståuppkomiker och countrymusiker. Rodney är mest känd för sina låtar "Dear Penis", "Titties and Beer" och "Beer Is Better Than A Woman"
Rodney bor numera i Tulsa, Oklahoma med sin fru och sina tre söner.